# The Devil Wears Nada (téléfilm)
Pour les articles homonymes, voir The Devil Wears Nada.
Pour plus de détails, voir Fiche technique et Distribution.
The Devil Wears Nada est un téléfilm américain écrit et réalisé par Jim Wynorski, sorti en 2009. C'est une comédie dramatique érotique.

## Fiche technique
- Titre : The Devil Wears Nada
- Réalisateur : Jim Wynorski (crédité comme Salvadore Ross)
- Scénario : Jim Wynorski (crédité comme Salvadore Ross)
- Producteur :
- Société de production : Fallbrook Entertainment
- Société de distribution :
- Musique :
- Pays d'origine :  États-Unis
- Langue d'origine : Anglais
- Lieu de tournage :
- Genre : Comédie dramatique érotique
- Format : Couleurs
- Durée : 77 minutes
- Dates de sortie :
  -  États-Unis 2009
  -  Japon 3 septembre 2010

## Distribution
- Christine Nguyen : Candy Cane
- Beverly Lynne : miss Julia Crimson
- Brandin Rackley : Rebecca
- Frankie Cullen
- Katy Magnuson
- Franklin Pangborn III
- Kevin Van Doorslaer
- Lexi Belle
- Chris De Christopher